# PGC 1147803
LEDA/PGC 1147803 ist eine Galaxie mit im Sternbild Walfisch südlich der Ekliptik. Sie ist schätzungsweise 361 Millionen Lichtjahre von der Milchstraße entfernt. Im selben Himmelsareal befindet sich u. a. die Galaxie IC 307.